# Miss Paraguay 2011
El concurso Miss Paraguay 2011 se celebró en Asunción, Paraguay, el día 23 de junio del 2011. Yohana Benítez, Miss Universo Paraguay 2010 coronó a su sucesora Alba Riquelme al final de la noche, quien representará al Paraguay en la próxima edición del Miss Universo a llevarse a cabo en São Paulo, Brasil. Así también Egni Eckert, Miss Mundo Paraguay 2010 y María José Paredes, Miss Internacional Paraguay 2010, coronaron a sus sucesoras Nicole Huber y Stephanía Vázquez quienes estarían compientendo en el Miss Mundo 2011 y Miss Internacional 2011 respectivamente. El concurso fue transmitido en vivo por Telefuturo desde el Estudio Mayor de este canal.

## Resultados
| Título/Puesto               | Participante              |
| --------------------------- | ------------------------- |
| Miss Universo Paraguay      | Alba Riquelme             |
| Miss Mundo Paraguay         | Nicole Huber              |
| Miss Internacional Paraguay | Stephanía Vázquez Stegman |
| Miss Tierra Paraguay        | Alexandra Fretes          |
| Miss Bikini Paraguay        | Alejandra Zaldivar        |
| 1.ª Princesa                | Coral Ruiz                |
| 2.ª Princesa                | Lourdes Motta             |
| 3.ª Princesa                | Leticia Patiño            |

### Premios especiales
La entrega de los premios especiales fue realizado durante la "Gala de la Belleza", gala preliminar oficial que se llevó a cabo el día 19 de junio de 2011 en el Hotel Guaraní Esplendor de la capital paraguaya.
| Premio             | Candidata        |
| ------------------ | ---------------- |
| Miss Fotogénica    | Coral Ruiz       |
| Miss Silueta       | Alexandra Fretes |
| Miss Elegancia     | Coral Ruiz       |
| Miss Talento Day’s | Nicole Huber     |
| Miss Aerosur       | Nicole Huber     |
| Miss Pelo Sedal    | Alba Riquelme    |

## Candidatas
Quince son las candidatas a competir.
| Candidata                            | Edad | Ciudad          |
| ------------------------------------ | ---- | --------------- |
| Alba Lucía Riquelme Valenzuela       | 20   | Asunción        |
| Alexandra Helena Fretes Galeano      | 23   | Asunción        |
| María Angela Recalde Ramírez         | 18   | Yaguarón        |
| Coral Ruiz Reyes                     | 20   | Luque           |
| Giselle María Alice Meyer Meza       | 20   | San Lorenzo     |
| Karina Gizelle Arguello Szabo        | 19   | Paraguarí       |
| Myrian Leticia Patiño Arguello       | 21   | Asunción        |
| Lourdes María del Carmen Motta Rolón | 18   | Ciudad del Este |
| María Alejandra Zaldivar Rojas       | 23   | Asunción        |
| Nicole Elizabeth Huber Vera          | 20   | Asunción        |
| Nadia Yasmine Servian                | 22   | Asunción        |
| Rosci Luz Mendoza Chaparro           | 23   | Coronel Oviedo  |
| Stephania Sofía Vazquez Stegman      | 18   | Asunción        |
| Daisy Eliana Sanabria Benítez        | 20   | Encarnación     |
| Mariela Magdalena Mora Roa           | 18   | Luque           |

## Jurados
Las siguientes personas formaron parte del plantel de jurado para la noche final.
- Ignacio Kliche
- Salvador Mas
- Mariángela Martínez
- Tania Domaniczky
- María Eugenia Torres
- Hugo González
- Humberto Gilardini